# Енді Рохас
Енді Рохас (ісп. Andy Rojas; нар. 5 грудня 2005, Гресія) — костариканський футболіст, нападник клубу «Ередіано» та національної збірної Коста-Рики.

## Клубна кар'єра
Народився 5 грудня 2005 року в місті Гресія. Вихованець футбольної школи клубу «Ередіано». Дорослу футбольну кар'єру розпочав 2023 року в основній команді того ж клубу, кольори якої захищає й донині.

## Виступи за збірну
2024 року дебютував в офіційних матчах за національну збірну Коста-Рики. Того ж року був у її складі учасником Кубка Америки 2024, куди костариканці попрямували як запрошена команда, і де сам гравець виходив на поле в одній грі. 
| Дата      | Місто     | Господарі  | Результат | Гості              | Турнір                                   | Голи | Примітки |
| --------- | --------- | ---------- | --------- | ------------------ | ---------------------------------------- | ---- | -------- |
| 6-6-2024  | Сан-Хосе  | Коста-Рика | 4 – 0     | Сент-Кіттс і Невіс | Відбір до ЧС 2026                        | 1    | 78'      |
| 28-6-2024 | Глендейл  | Колумбія   | 3 – 0     | Коста-Рика         | Копа Америка 2024 - 1-й етап             | -    | 83'      |
| 9-9-2024  | Гватемала | Гватемала  | 0 – 0     | Коста-Рика         | Ліга націй КОНКАКАФ 2024-2025 - 1-й етап | -    | 73'      |
| Усього    |           | Матчів     | 3         |                    | Голів                                    | 1    |          |